# Махаджа
Махаджа (на арабски: محجة) е град в Южна Сирия, част от мухафаза Дараа. Намира се на около 63 километра южно от столицата Дамаск. При преброяването от 2004 г. на Сирийското централно статистическо бюро има население от 9 982 души. Жителите му са предимно мюсюлмани и католици.

## История
Местнo мюсюлманскo поверие твърди, че Мохамед е седнал или се е облегнал на камък на Махаджа и че камъкът ще облекчи болката при раждане. Сирийският географ от 13-ти век Якут ал-Хамауи отхвърля този мит, твърдейки, че Мохамед не е пътувал отвъд Босра, град, разположен по-на юг от Махаджа. Персийският пътешественик от края на 12-ти и началото на 13-ти век Али ал-Харауи отбелязва, че Махаджа е един от зияратите на равнината Авран, място за местно мюсюлманско поклонение.
Ал-Хамауи посещава града по време на управлението на Аюбидите през 1220-те години, като отбелязва, че Махаджа е „Едно от селата на Авран“ и че местната традиция твърди, че „седемдесет пророци“ са били погребани в джамията на града. Юсуф ал-Мухаджи (1287-1338), родом от Махаджа, става главен кадия на шафитската школа на сунитския ислям през 1332 г., по време на мамелюкското управление. Той е освободен от поста си през 1334 г. и хвърлен в затвора, ход, който разгневява Шафиите.
През 1596 г. Махаджа се появява в османските дефтери като Мухаджа и е част от нахията Бани Килаб в санджак Хауран. Има изцяло мюсюлманско население, състоящо се от 40 домакинства и 24 ергени. Селяните плащат фиксиран данък от 40% върху пшеница, ечемик, летни култури, кози и пчелни кошери; общо 28 100 акчета. Всички приходи отиват за вакъфа.